# 半濁音
半濁音（はんだくおん）とは、日本語に関する用語で、/p/ を含む音、即ち、「ぱ・ぴ・ぷ・ぺ・ぽ・ぴゃ・ぴゅ・ぴぇ・ぴょ」の各音節の総称である。音声学上、濁音（有声音）ではなく無声音である。
半濁音に付される丸状の記号「゜」は、半濁点と呼ばれる。

## 小史
定説によれば、奈良時代以前のごく古い日本語においてはパ行音とハ行音の区別はなく、その頭子音は一律に [p] のような音であった。その後音の弱化を経て、[ɸ] のような音が生じたとされる。
平安時代になると、漢語の影響を受けて撥音「ん」や促音「っ」などの音が新たに導入され、これにともなって、以下のように2種類の音が見られるようになった。
しかしこの時点ではおそらく、両音はいまだ同一音素の相補的な異音同士の関係に過ぎなかったと考えられる。
16世紀、日本はポルトガル人と出会い、ポルトガル語から多くの語彙を得たが、その際には、 padre→ばてれん のように語頭の [p] 音は回避し、語中では、 Europa→えうろっぱ（→ヨーロッパ）、capa→かっぱ（合羽） のように「っ」を挿入することが通常だった。
またたとえば confeito（金平糖）という語は、（当時「へ」は fe に近い音で発音されていたにもかかわらず）「こんへいとう」とはならずに「こんぺいとう」となった。
これらのことから、当時は上記の棲み分けがおおむね踏襲されていたらしい、ということがうかがわれる。
江戸時代になると [ɸ] 音のほうはさらに弱化し、「は」「ひ」「へ」「ほ」においては現代語に近い [h] や [ç] などの音価を持つようになった。この時点で、これらを [p] と同一の音素であると知覚することはもはや難しくなっていた可能性がある。一方、書籍等の大衆化により読みやすさの工夫が必要となり、その一環として半濁点が発明された。この際、[h] [ç] [ɸ] のほうが [p] よりも一般的な音と認識されたために、後者のほうに付標することになったのだと推察される。
近代に入ると欧米から大量の外来語が流入し、「ん」「っ」以外の音の後や語頭において [p] 音を使うことがごく当たり前になった。これによって /h/ と /p/ との最小対が、機能的にも確立したといえる。

## 半濁音の現れる場所
おおむね以下のように分類できる。
漢熟語
漢熟語において、「〜ん」または入声音「〜つ」「〜ち」「〜ふ」の後に「は行」音が来る場合。 また数詞に関しては例外的に、「～く」（「六=ろく」「百=ひゃく」）の後でも半濁音が現れる。
おん＋ふ→おんぷ（音符）、はつ＋ひょう→はっぴょう（発表）、いち＋ほん→いっぽん（一本）、がふ＋へい→がっぺい（合併） など。
なお、「〜ふ」については、本来の音が失われて後、特に近代以降に用いられ始めた熟語においては、この限りでない。例：ごう＋ほう→ごうほう（合法）
外来語
近代以降大量の外来語を受け入れ、パ行音も広く使われている。
擬声語
擬声語は前述の棲み分け規則に対する例外であり、和語でありながら、語頭のパ行音が頻繁に現れる。
ぱさぱさ、ぷるぷる、ぽたぽた など。また、ぽっかり、ぴったり、ぽろり など。 派生語としてパクる、ピリ辛 など。
なお、以下の同系語同士を比較されたい。
- ぱたぱた - 同系語「旗」「はためく」は半濁音を持たない
- ぴかぴか - 同系語「光」「光る」は半濁音を持たない
- ぴよぴよ - 同系語「ひよこ」は半濁音を持たない

これらはいずれも遠い昔には [p] で発音されていたが、名詞や動詞などにおいてはやがて [h] 等へ弱化し、擬声語にのみ元来の音をとどめているものである。
その他
以上の他にも「っ＋半濁音」の形、および少数ながら「ん＋半濁音」の形で一定数の和語が存在する。
※以下、〔 〕で語源を示す。
- 「動詞＋動詞」の合成語において、「き/し/ち/り/ひ＋は行」が促音便化したもの

- ひっぱる〔引き張る〕、さっぴく〔差し引く〕、ぶっぱなす〔ぶち放す〕、酔っぱらう〔酔ひ払ふ〕 など
- その他促音便化によるもの

- 尻尾〔しりほ/しりを〕 など
- 「っ」の挿入によりハ行が半濁音化したもの

- あっぱれ〔あはれ〕、もっぱら〔もはら〕、しょっぱい〔しほはゆし〕、あけっぴろげ〔あけひろげ〕 など
- 接尾辞として促音をともなって発達したもの

- 〜っぽい〔多し〕、〜っぱなし〔放し〕 など
- 変則的に撥音便化したもの - おもんぱかる〔思ひ量る〕 など
- 他、語源のはっきりしないものなど - 葉っぱ、おっぱい、ハンパ など

## ぱ行以外の半濁点仮名
ぱ行以外にも、特殊な用途に用いられるものや、過去に一部で用いられたことのあるものとして、半濁点を持つ仮名があるが、これらはいわゆる半濁音ではない。詳細は半濁点#使用仮名一覧を参照。